# Chorverband in der Evangelischen Kirche in Deutschland
Der Chorverband in der Evangelischen Kirche in Deutschland (CEK), früher Verband Evangelischer Kirchenchöre Deutschlands e. V. (VeK) ist der Dachverband der Landesverbände oder Chorwerke in der Evangelischen Kirche in Deutschland.

## Geschichte
Am 27. September 1883 wurde auf dem zweiten Kirchengesangvereinstag in Frankfurt am Main der  Evangelischer Kirchengesangverein in Deutschland durch die Vereinigung des Südwestdeutschen Kirchengesangvereins mit fünf Landesverbänden aus Nord- und Ostdeutschland. Von Anfang an sah er seine Aufgabe auch in der Ausbildung von Kirchenmusikern im Allgemeinen, mit Fragen des Orgelwesens, des Gesangbuchs, des Kirchenbaus und der Gottesdienstordnung. Zu seinen zentralen Veranstaltungen gehörte damals die Organisation der jährlichen Kirchengesangsvereinstage. Seit 1887 erschien ein Korrespondenzblatt als eigenes Periodikum. 1900 war der Verband an der Gründung der Neuen Bachgesellschaft beteiligt, mit der er in den folgenden Jahrzehnten auch personell eng verbunden war. 1909 regte der Zentralausschuss des VeK die Herausgabe der Texte der Bachschen Kantaten an. Wiederholt wurde die Eingliederung der Bachschen Kantaten in den Gottesdienst thematisiert.
Nach dem Ersten Weltkrieg brach die Mitgliederzahl zunächst stark ein. Mehrere Mitgliedschöre gingen ein oder traten aus. Nur wenige Neugründungen kamen hinzu. 1925 übernahm der Essener Pfarrer Johannes Plath den Vorsitz. Unter ihm wurde ein eigenes Melodienbuch zu dem 1915 eingeführten Auslandsgesangbuch (Deutsches Evangelisches Gesangbuch) geschaffen. Es bildete die Grundlage für die Vereinheitlichung der Melodien für alle geltenden Gesangbücher durch den vom Deutschen Evangelischen Kirchenausschuss zur Ständigen Melodienkommission des Kirchenbunds berufenen Vorstand des VeK (1928/30). In diesem Zusammenhang wurde auch die Idee propagiert, das Deutsche Evangelische Kirchengesangbuch als Stamm aller deutschen Gesangbücher zu übernehmen und so zu einem einheitlichen Gesangbuch für alle Landeskirchen zu kommen. Der VeK-Vorstand beförderte diese Überlegungen durch die Gründung der dem Verband angegliederten Deutschen Arbeitsgemeinschaft für Gesangbuchreform. In den Jahren 1926 bis 1931 wurde etwa die Hälfte der evangelischen Kirchengesangbücher in Deutschland nach den Vorschlägen des Verbandes überarbeitet.
In der Zeit des Nationalsozialismus wurde der Verband 1933 unter dem Vorsitz von Adolf Strube mit dem Kirchenmusiker- und dem Posaunenchor-Verband zum Reichsverband für evangelische Kirchenmusik zusammengeschlossen. Eine neue Satzung löste das bisherige Präsidium mit einem mehrköpfigen wechselnden Vorstand aus den Landesverbänden durch einen allein verantwortlichen Reichsobmann ab, der durch den aus den Landesobmännern bestehenden Zentralrat unterstützt wurde. Erster Reichsobmann des Verbandes war der Hannoversche Oberlandeskirchenrat Christhard Mahrenholz, den dem Verband bis 1974 vorstand. Die Landesverbände blieben in allen gottesdienstlichen Angelegenheiten unabhängig. Der Zentralverband wurde nur durch die Erstellung von Richtlinien und beratende Funktion tätig. Mit der Aufnahme der Landesverbände von Lippe und der reformierten Kirche Nordwestdeutschland, wurden auch die letzten bislang fernstehenden Kirchenchorverbände in den Gesamtverband integriert.
In den 1930er und 1940er Jahren war der VeK wieder maßgeblich an der Schaffung des Einheitsgesangbuchs beteiligt. 1939 beschloss der Vorstand stellvertretend für die Gesamtkirche tätig zu werden. Der vom hierzu eingesetzten Gesangbuchausschuss vorgelegte Entwurf wurde 1947 als Gesangbuch für die evangelische Christenheit von der 2. Treysaer Kirchenversammlung prinzipiell angenommen und anschließend unter Mitarbeit der Arbeitsgemeinschaft für Gesangbuchreform und des Gesangbuchausschusses der Ostkirchen unter Oskar Söhngen weiter revidiert und 1948 von den beiden hessischen Landeskirchen und 1949 von der Vereinigten Evangelisch-Lutherischen Kirche Deutschlands (VELKD) eingeführt.
Heute vertritt der Verband etwa 250.000 Sänger sowie Instrumentalisten in etwa 9.860 Chören und Instrumentalgruppen. Im Verband sind die Kirchenchorverbände der EKD, die Chorwerke der Evangelischen Kirche Augsburgischen und Helvetischen Bekenntnisses in Elsass-Lothringen und in Österreich sowie der Christliche Sängerbund und der Evangelische Sängerbund zusammengeschlossen. Seit 2006 nimmt der Chorverband in der Evangelischen Kirche im Rheinland e.V. auch kirchliche Instrumentalkreise auf.
Der CEK fördert die Kirchenmusik durch die Herausgabe von Chormusik und durch Veranstaltung von Sing- und Chorleiterwochen. Präsident des CEK ist KMD Christian Finke aus Berlin.